# 신리후역
신리후역(일본어: 新利府駅)은 일본 미야기현 미야기군 리후정에 있는 동일본 여객철도 도호쿠 본선 (리후 지선)의 역이다. 단선 승강장 1면 1선의 구조를 지닌 지상역이며, 센다이역이 이 역을 관리하고 있다. JR 동일본 관내의 도호쿠 · 조에쓰 · 야마가타 · 아키타 · 호쿠리쿠 신칸센의 차량기지인 신칸센 종합 차량센터로 병설되어 있다. 도호쿠 신칸센 개업에 의해, 신칸센 종합 차량센터 근무자의 편을 고려해서 설치되었던 역이다.

## 역 주변
- 이온몰 리후
- 산리쿠 자동차도

## 역사
- 1982년 4월 1일 : 개업.
- 1987년 4월 1일 : 민영화에 의해, 동일본 여객철도로 이관.

## 인접 정차역
| 도호쿠 본선            | 도호쿠 본선 | 도호쿠 본선    |
| ---------------------- | ----------- | -------------- |
| 이와키리 이와키리 방면 | ■ 리후 지선 | 리후 리후 방면 |